# پوآرو (مجموعه تلویزیونی)
پوآروی آگاتا کریستی (به انگلیسی: Agatha Christie's Poirot) یک مجموعهٔ تلویزیونی درام بریتانیایی است که از ۸ ژانویهٔ ۱۹۸۹ تا ۱۳ نوامبر ۲۰۱۳ به مدت ۲۵ سال از شبکهٔ آی‌تی‌وی (ITV1) پخش می‌شد. دیوید سوشی در نقش کارآگاه مشهور هرکول پوآرو اثرِ آگاتا کریستی بازی کرده‌است. تهیه‌کنندهٔ اولیه این سریال ال.دابلیو.تی بود و بعدها آی‌تی‌وی استودیو تهیهٔ آن را به عهده گرفت. این مجموعه تلویزیونی از شبکه ویژن‌تی‌وی در کانادا و شبکه‌های پی‌بی‌اس و ای‌اندئی در ایالات متحده آمریکا پخش شد.
این مجموعه تلویزیونی شامل ۱۳ فصل و ۷۰ قسمت بود. هر قسمت، اقتباسی از یکی از رمان‌ها یا داستان‌های کوتاه آگاتا کریستی بود که شخصیت محوری و اصلی آن هرکول پوآرو است که با موفقیت به کشف معمای یک جرم (معمولا قتل) می‌پرداخت. در آخرین قسمت سریال که «پرده: آخرین پرونده پوآرو» نام داشت و بر پایهٔ رمان پرده (آخرین رمان آگاتا کریستی) ساخته شد، تمامی آثار ادبی کریستی که در آنها شخصیت‌های اصلی داستان‌ها وجود داشتند، به‌کار رفته بود.

## بازیگران
| شخصیت‌ها                         | فصل‌ها       | فصل‌ها       | فصل‌ها        | فصل‌ها       | فصل‌ها       | فصل‌ها        | فصل‌ها       | فصل‌ها       | فصل‌ها      | فصل‌ها         | فصل‌ها         | فصل‌ها         | فصل‌ها         |
| شخصیت‌ها                         | ۱           | ۲           | ۳            | ۴           | ۵           | ۶            | ۷           | ۸           | ۹          | ۱۰            | ۱۱            | ۱۲            | ۱۳            |
| ------------------------------- | ----------- | ----------- | ------------ | ----------- | ----------- | ------------ | ----------- | ----------- | ---------- | ------------- | ------------- | ------------- | ------------- |
| هرکول پوآرو                     | دیوید سوشی  | دیوید سوشی  | دیوید سوشی   | دیوید سوشی  | دیوید سوشی  | دیوید سوشی   | دیوید سوشی  | دیوید سوشی  | دیوید سوشی | دیوید سوشی    | دیوید سوشی    | دیوید سوشی    | دیوید سوشی    |
| سروان آرتور هستینگز             | هیو فریزر   | هیو فریزر   | هیو فریزر    | هیو فریزر   | هیو فریزر   | هیو فریزر    | هیو فریزر   | هیو فریزر   |            |               |               |               | هیو فریزر     |
| سربازرس جَپ                      | فیلیپ جکسون | فیلیپ جکسون | فیلیپ جکسون  | فیلیپ جکسون | فیلیپ جکسون | فیلیپ جکسون  | فیلیپ جکسون | فیلیپ جکسون |            |               |               |               | فیلیپ جکسون   |
| فلیسیتی لمون                    | پولین مورن  | پولین مورن  | پولین مورن   |             | پولین مورن  | پولین مورن   | پولین مورن  | پولین مورن  |            |               |               |               | پولین مورن    |
| کارگاه جیمسون                   | جان کوردینگ | جان کوردینگ |              |             |             |              |             |             |            |               |               |               |               |
| کُنتس ورا روساکوف                |             |             | کیکا مارکهام |             |             |              |             |             |            |               |               |               | اُرلا برِیدی    |
| گروهبان کومبس                   |             |             |              |             |             | استیو دیلینی |             |             |            | دِیل رَپلی      |               |               |               |
| آریادنی اولیور                  |             |             |              |             |             |              |             |             |            | زوئی وانامیکر | زوئی وانامیکر | زوئی وانامیکر | زوئی وانامیکر |
| جُـرج                            |             |             |              |             |             |              |             |             |            | دیوید یلاند   | دیوید یلاند   | دیوید یلاند   | دیوید یلاند   |
| هارولد اسپنس (سرپرست بخش جنایی) |             |             |              |             |             |              |             |             |            | ریچارد هُـپ    | ریچارد هُـپ    |               |               |

## تولید
کلایو اکستن با همکاری برایان ایستمن اقتباسی برای قسمت اول و آزمایشی سریال نگاشتند و سپس با کمک هم، هشت قسمت اول سریال را نوشته و تهیه کردند. این دو پس از سال ۲۰۰۱، گروه سازندهٔ سریال را ترک کردند و به تهیهٔ سریال تلویزیونی «رزماری و تایم» پرداختند. میشل باک و دیمین تیمر که شرکت تولید ماموت اسکرین را پایه‌گذاری کرده بودند، جای آنها را گرفته و به تولید دوبارهٔ سریال پوآرو ادامه دادند. قسمت‌هایی که از سال ۲۰۰۳ پخش شد، دچار تغییرات اساسی ساختاری در شیوهٔ بیان و نمایش سریال شدند.
شوخ‌طبعی و طنزی که در قسمت‌های قبلی وجود داشت، اندک‌اندک کم‌رنگ شد و سریال، حالت یک درام جدی را به خود گرفت و مؤلفه‌های بحث‌برانگیز و پُرحرارتی در آن به‌کار رفت که در داستان‌های آگاتا کریستی وجود نداشت. درون‌مایه‌های همچون سوءمصرف مواد مخدر، سکس، سقط جنین و همجنس‌گرایی و تمایل به تصویرسازی سرشتی از این جمله بودند که به کرات مورد استفاده واقع شد. تغییراتی نیز در فیلم‌نامه داده شد تا شخصیت‌های زن را، دلسوزتر یا قهرمانانه‌تر نشان دهد که این موضوع، در تضاد با بی‌طرفی جنسیتی آگاتا کریستی در رمان‌هایش بود.
سبک بصری قسمت‌های بعدی نیز به همین ترتیب متفاوت بود و به‌ویژه، رنگ و مایهٔ تیره‌تری داشت. مکان‌ها و دکورهای بی‌پیرایه و ساده یا آرت دکو، که در قسمت‌های اولیهٔ سریال به‌طور گسترده‌ای مورد استفاده قرار گرفته بود، در قسمت‌های جدیدتر کنار گذاشته شد و صحنه‌آرایی مجلل و پر زرق و برق به کار رفت. (تجسم و خلاصهٔ آن، خانه بزرگتر و مجلل‌تر پوآرو بود).
لوگوی سریال دوباره طراحی شد (سکانس کامل آغازین از فصل ۶ در سال ۱۹۹۶ دیگر مورد استفاده واقع نشده بود)، و موسیقی اصلی و اولیهٔ سریال، اگرچه همچنان مورد استفاده بود، اما معمولاً در پس‌زمینه صحنه‌ها و با تنظیمی محزون و غم‌بار اجرا شد؛ چرا که قرار بود اقتباس‌های داستانی، به همان اندازه حزن‌انگیز، تیره و روان‌شناختی باشد. با این حال، در سکانس‌های پایانی مربوط به قسمت‌های جشن هالووین، ساعت‌ها و حماقت مرد مرده از تنظیمی شاد و سرزنده از سازهای زهی استفاده شد. در روایت‌های فلش‌بک در قسمت‌های آخر، به میزان فراوانی از لنزهای چشم‌ماهی، رنگ‌های درهم‌ریخته و جلوه‌های بصری مختلف استفاده شد.
در فصل‌های ۹ تا ۱۲، هیو فریزر، فیلیپ جکسون و پولین مورن حضور نداشتند. اینها در تمامی قسمت‌های دیگر (به‌جز فصل ۴ که پولین مورن را نداشت) نقش‌آفرینی کرده بودند. در فصل ۱۰ (سال ۲۰۰۶) زوئی وانامیکر در نقش یک رمان‌نویس جنایی خیره‌سر و غیرعادی، آریادنی اولیور و همچنین دیوید یلاند در نقش «جُرج»، پیش‌خدمت معتمد پوآرو، معرفی شدند. شخصیت جرج در رمان‌های اولیهٔ آگاتا کریستی وجود داشت، اما در اقتباس‌های ساخته شده در این سریال، تعمداً کنار گذاشته شده بود تا شخصیت «خانم لِمون» معرفی و برجسته شود. معرفی شخصیت‌هایی که وانامیکر و یلاند بازی می‌کردند و نبودن شخصیت‌های اصلی دیگر، همسو با داستان‌های اقتباسی در فیلم‌نامه بود. هیو فریزر و دیوید یلاند در دو قسمت پایانی سریال دوباره ظاهر شدند (چهار قدرت بزرگ و پرده) و فیلیپ جکسون و پولین مورن تنها در اقتباس چهار قدرت بزرگ حضور یافتند. زوئی وانامیکر نیز در اقتباس فیل‌ها به یاد می‌آورند و حماقت مرد مرده نقش‌آفرینی نمود.

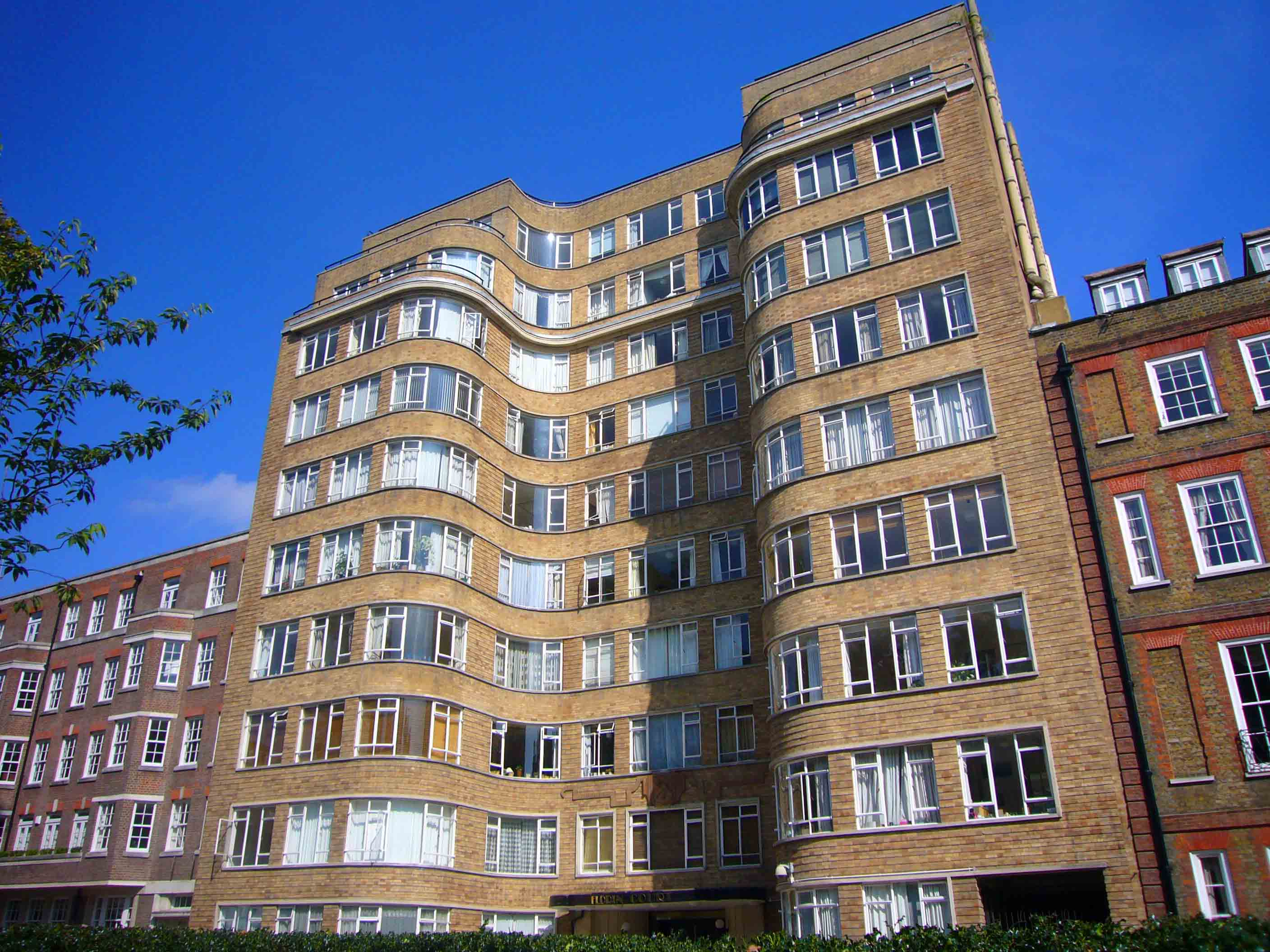
فلورین کورت برای نمایش «وایت‌هِـوِن مَـنشِـنز» (خانه و دفتر کار پوآرو) به‌کار رفت.

کلایو اکستن ۷ رمان و ۱۴ داستان کوتاه را برای سریال اقتباس نمود، از جمله قتل به ترتیب الفبا و قتل راجر آکروید که با نقدهای ناهمسان و متضادی از سوی منتقدان مواجه شد. آنتونی هوروویتس یکی دیگر از نویسندگان پُرکار و خلاق این مجموعه بود و ۳ رمان و ۹ داستان کوتاه آگاتا کریستی را برای سریال اقتباس نمود. نیک دی‌یر نیز ۶ رمان را اقتباس کرد. کمدین و رمان‌نویس بریتانیایی مارک گیتیس نویسندگی سه قسمت را به عهده داشت و همچون پیتر فلانری و کوین الیوت، به‌عنوان بازیگر میهمان در برخی قسمت‌ها نقش‌آفرینی نمود. ایان هالارد که یکی از نویسندگان اقتباس چهار قدرت بزرگ در کنار مارک گیتیس بود، در آن بازی نمود و البته در جشن هالووین نیز هنرنمایی نمود که مارک گیتیس  به‌تنهایی آن را نوشته بود.
عمارتِ فلورین کورت در چارترهاوس اسکوئر لندن به عنوان محل زندگی و دفتر کار خیالی هرکول پوآرو به نام «وایت‌هِـوِن مَـنشِـنز» به‌کار رفت. آخرین قسمتی که قرار بود فیلم‌برداری شود، حماقت مرد مرده بود که در ژوئن ۲۰۱۳ در عمارت گرین‌وی (خانهٔ واقعی آگاتا کریستی) صورت گرفت و در ۳۰ اکتبر ۲۰۱۳ پخش شد. در این سریال، برای بسیاری از مکان‌ها و ساختمان‌هایی که در قسمت‌های مختلف آن نمایش داده شدند، از نام‌های غیر واقعی استفاده شد.

## انتخاب بازیگران
برای ایفای نقش پوآرو، خانوادهٔ آگاتا کریستی، دیوید سوشی را پیشنهاد کردند که هنرنمایی وی را در یکی از اقتباس‌های تلویزیونی تام شارپ دیده بودند. سوشی که یک متد اَکتور است، اظهار نمود که برای ایفای این نقش، تمامی رمان‌های پوآرو و داستان‌های کوتاه آگاتا کریستی را خواند و از هرگونه توصیفی که از شخصیت پوآرو در این کتاب‌ها بود، یادداشت برداشت. وی در گفتگویی با مجله استرند گفت: «کاری که کردم این بود که، یک دفترچه یادداشت گذاشتم یک طرف و یک ستون بلند از کتاب در طرف دیگر، و بعد روزها و هفته‌های متوالی کتاب‌های آگاتا کریستی را شخم زدم و تمام چیزهایی را که در مورد شخصیت او نوشته شده بود، یادداشت کردم تا آنکه سرانجام به توصیفی دقیق از شخصیت وی دست یافتم. نه‌تنها وظیفهٔ من بود که بفهمم او چگونه آدمی بود، بلکه می‌باید تدریجاً خودِ او می‌شدم. حتماً باید قبل از شروع فیلم‌برداری، خودِ پوآرو می‌شدم.»

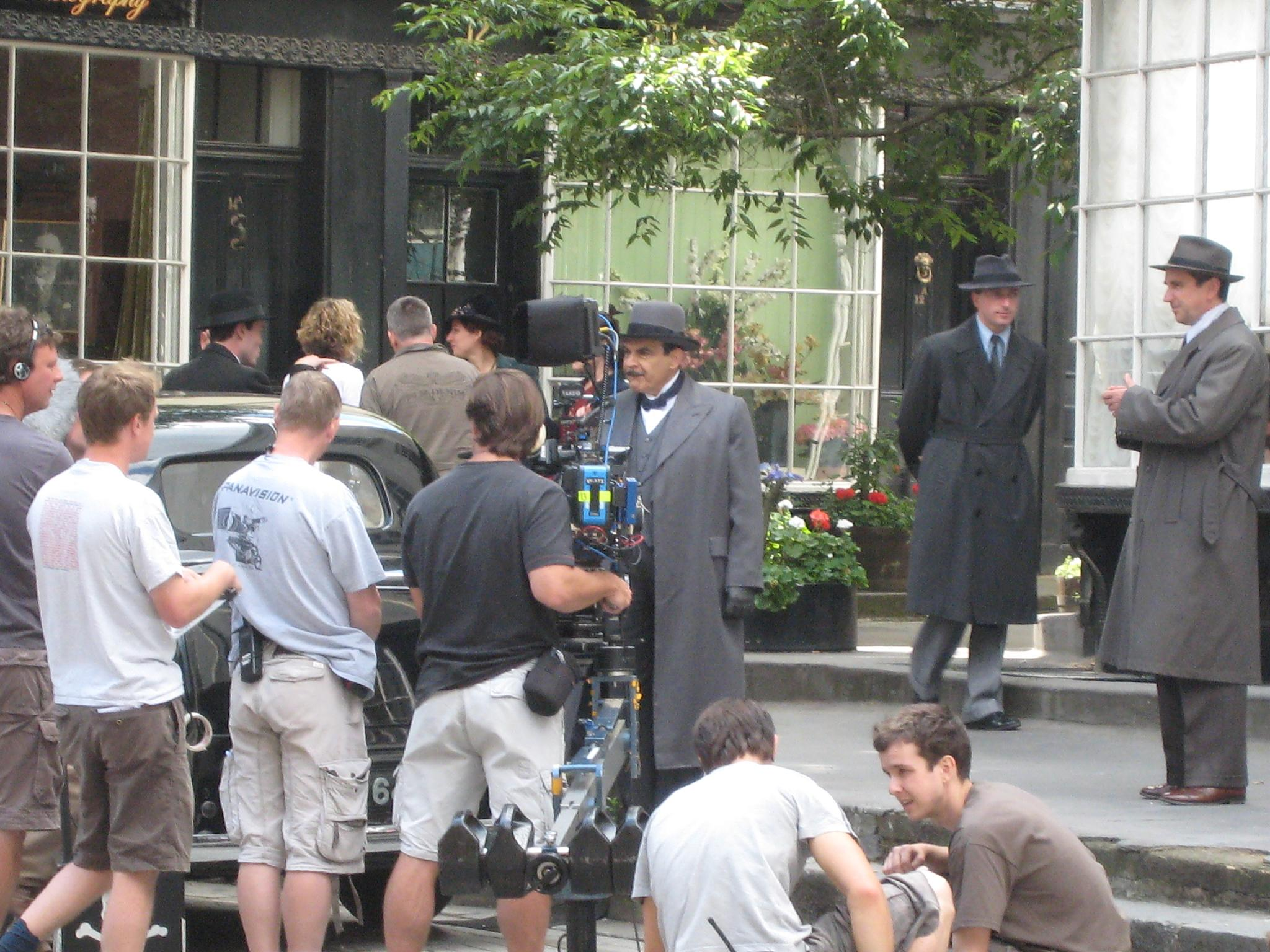
در حال فیلمبرداری

در خلال فیلم‌برداری فصل اول سریال، سوشی بارها صحنهٔ فیلم‌برداری را پس از بحث و جدل با کارگردان ترک کرد، چون اصرار داشت تمامی رفتارهای غریب پوآرو (مثلاً پهن کردن یک دستمال سفید تمیز پیش از نشستن روی نیمکت پارک) نمایش داده شود. وی بعدها گفت «شکی نیست که پوآرو دچار وسواس فکری-عملی است». بنا به عقیدهٔ بسیاری از منتقدان و علاقمندان، شخصیت‌سازی سوشی از پوآرو، دقیق‌ترین بیان و تصویرسازی از پوآرو در میان تمامی بازیگران این شخصیت و نزدیک‌ترین توصیف به شخصیت پوآرو در کتاب‌های اصلی آگاتا کریستی است. در سال ۲۰۱۳ سوشی فاش ساخت که دختر آگاتا کریستی رزالیند هیکس به او گفته بود که اگر کریستی زنده بود، نقش‌آفرینی وی را می‌پسندید و تأیید می‌کرد.
در سال ۲۰۰۷، سوشی از علاقمندی‌اش به ساخت باقیماندهٔ داستان‌های مرتبط با این شخصیت سخن گفت و اظهار امیدواری کرد که این اتفاق تا پیش از ۶۵ سالگی‌اش در مه ۲۰۱۱ بیفتد. با آنکه در اوایل سال ۲۰۱۱ تصور می‌شد چنین تصمیمی به اجرا نرسد، در ۱۴ نوامبر ۲۰۱۱ اعلام شد که از باقیماندهٔ کتاب‌ها
اقتباس تلویزیونی صورت گرفته و به‌صورت فصل ۱۳ سریال پخش خواهد شد و تصویربرداری‌های آن نیز در سال ۲۰۱۲ انجام می‌شود. سرانجام باقی کتاب‌ها در ۵ قسمت در فصل ۱۳ اقتباس و ساخته شد و قسمتِ «پرده: آخرین پرونده پوآرو» (بر پایهٔ رمان پرده) در ۱۳ نوامبر ۲۰۱۳ پخش شد. یک ویژه‌برنامه مستند به نام «پوآرو بودن» نیز در سال ۲۰۱۳ ساخته شد که محور اصلی آن، شخصیت‌سازی سوشی از پوآرو و وداع احساس‌برانگیز او با این شخصیت در قسمت آخر سریال بود.

## تکوین و گسترش

### بازیگران
در کنار بازیگران اصلی و دوره‌ای، در قسمت‌های نخستین سریال بازیگران دیگری هنرنمایی کردند که بعدها، شهرت بیشتری یافتند، از جمله شان پرتوی (شاه گشنیز، ۱۹۸۹؛ حماقت مرد مرده، ۲۰۱۳)، جولی ریچاردسون (تحقیقات پوآرو، ۱۹۸۹)، پالی واکر (خطر در خانه آخر، ۱۹۹۰)، سامانتا باند (ماجراهای آپارتمان ارزان‌قیمت، ۱۹۹۰)، کریستوفر اکلستون (جنایت‌های میهن‌پرستانه، ۱۹۹۲)، هرماینی نوریس (سرقت جواهرت در گراند متروپولیتن، ۱۹۹۳)، دیمین لوئیس (قتل در خوابگاه دانشجویی، ۱۹۹۵)، جیمی بامبر (قتل راجر آکروید، ۲۰۰۰)، راسل تووی (شیطان زیر آفتاب، ۲۰۰۱)، امیلی بلانت (مرگ بر روی نیل، ۲۰۰۴)، آلیس ایو (راز قطار آبی، ۲۰۰۵)، مایکل فاسبندر (پس از تشییع جنازه، ۲۰۰۶)، آیدان گیلن (پنج خوک کوچک، ۲۰۰۳)، توبی جونز و جسیکا چستین (قتل در قطار سریع‌السیر شرق، ۲۰۱۰)
چهار بازیگر نامزد جوایز اسکار نیز در این سریال بازی کرده‌اند: سارا مایلز، باربارا هرشی، الیزابت مک‌گاورن و الیوت گولد. پیتر کاپالدی، جسیکا چستین، مایکل فاسبندر، لسلی منویل و ونسا کربی پس از نقش‌آفرینی در این سریال، نامزد دریافت جایزه اسکار شدند. چند تن از اعضای خانواده هنرپیشگان بریتانیایی نیز در قسمت‌های مختلف این مجموعه نقش‌آفرینی نمودند. جیمز فاکس در نقش «سرهنگ رِیس» در مرگ بر روی نیل و برادر بزرگ‌ترش ادوارد فاکس در نقش «گجون» در قتل در تعطیلات ظاهر شد. سه خواهر از خانوادهٔ کیوسَـک نیز در این سریال بازی کردند: نیوْ کیوسَک در «شاه گشنیز» سُراخا کیوسَک در «سرقت جواهرت در گراند متروپولیتن» و شینید کیوسک در حماقت مرد مرده. فیلیدا لاو و دخترش سوفی تامپسون در جشن هالووین بازی کردند. دیوید یلاند در نقش «چارلز لاورتون وست» در قتل در مجتمع مسکونی و همچنین در نقش «جُرج» (پیش‌خدمت پوآرو) از فصل ۱۰ به بعد ظاهر شد و دخترش هانا یلاند در نقش «جرالدین مارش» در لرد اجور می‌میرد بازی کرد.

### نقش‌های چندگانه
| بازیگر         | شخصیت                      | قسمت |
| -------------- | -------------------------- | --- |
| نیکلاس فارل    | دونالد فریزر               | "قتل به ترتیب الفبا" (۱۹۹۲) |
| نیکلاس فارل    | سرگرد ریچارد نایتون        | "راز قطار آبی" (۲۰۰۶) |
| پیپ تورنس      | سرگرد ریچ                  | "راز صندوق اسپانیایی" (۱۹۹۱) |
| پیپ تورنس      | جرمی کلود                  | "موج‌سواری" (۲۰۰۶) |
| هِـیدن گوین     | کوکو کورتنی                | "ماجرای میهمانی رقص بالماسکه" (۱۹۹۱) |
| هِـیدن گوین     | دوشیزه بترسبی              | "دختر سوم" (۲۰۰۸) |
| سایمن شپرد     | دیوید هال                  | "سرقت جواهرات در گراند متروپولیتن" (۱۹۹۳) |
| سایمن شپرد     | دکتر رندل                  | "مرگ خانم مک‌گینتی" (۲۰۰۸) |
| ریچارد لینترن  | جان لِیک                    | "آینهٔ مرد مرده" (۱۹۹۳) |
| ریچارد لینترن  | گای کارپنتر                | "مرگ خانم مک‌گینتی" (۲۰۰۸) |
| جان کارسون     | سِـر جُرج کارینگتون          | "سرقت بی‌نظیر" (۱۹۸۹) |
| جان کارسون     | ریچار آبرنتی               | "پس از تشییع جنازه" (۲۰۰۶) |
| کارول مک‌ریدی   | میلدرید کرافت              | "خطر در خانه آخر" (۱۹۹۰) |
| کارول مک‌ریدی   | دوشیزه جانسون              | "گربه‌ای میان کبوتران" (۲۰۰۸) |
| بث گدارد       | وایولت ویلسون              | "پروندهٔ وصیت‌نامهٔ مفقودشده" (۱۹۹۳) |
| بث گدارد       | خواهر راهبه آگنیه‌شکا       | "ملاقات با مرگ" (۲۰۰۸ [دی‌وی‌دی]؛ ۲۰۰۹ [پخش تلویزیونی])                                                                                               |
| لوسی لیمن      | دوشیزه بورجس               | "ورق‌ها روی میز" (۲۰۰۵) |
| لوسی لیمن      | سونیا                      | "دختر سوم" (۲۰۰۸) |
| دیوید یلاند    | چارلز لاورتون وست          | "قتل در مجتمع مسکونی" (۱۹۸۹) |
| دیوید یلاند    | جُرج (پیش‌خدمت پوآرو)        | "موج‌سواری" (۲۰۰۶) "مرگ خانم مک‌گینتی" (۲۰۰۸) "دختر سوم" (۲۰۰۸) "تراژدی در سه پرده" (۲۰۱۰) "جشن هالووین" (۲۰۱۰) "چهار قدرت بزرگ" (۲۰۱۳) "پرده" (۲۰۱۳) |
| فنلا وولگار    | اِلیس                       | "لُرد اِجور می‌میرد" (۲۰۰۰) |
| فنلا وولگار    | الیزابت ویتاکر             | "جشن هالووین" (۲۰۱۰) |
| بیتی ادنی      | مری کاوندیش                | "ماجرای اسرارآمیز در استایلز" (۱۹۹۰) |
| بیتی ادنی      | بریل همینگز                | "ساعت‌ها" (۲۰۱۱) |
| فرانسس باربر   | لیدی میلیسنت کسل-وان       | "بانوی روبندزده " (۱۹۹۰) |
| فرانسس باربر   | مرلینا رایول               | "ساعت‌ها" (۲۰۱۱) |
| شان پرتوی      | رانی اوگلندر               | "شاه گشنیز" (۱۹۸۹) |
| شان پرتوی      | سِـر جُرج استابز             | "حماقت مرد مرده" (۲۰۱۳) |
| دنی وب         | پورتر                      | "ماجراهای کلافام کوک" (۱۹۸۹) |
| دنی وب         | رئیس بخش جنایی، بیل گارووی | "فیل‌ها به یاد می‌آورند" (۲۰۱۳) |
| ایان هالارد    | ادموند دریک                | "جشن هالووین" (۲۰۱۰) |
| ایان هالارد    | مرکوئیتو                   | "چهار قدرت بزرگ" (۲۰۱۳) |
| جین هاو        | بانویی در رقص بالماسکه     | "راز قطار آبی" (۲۰۰۵) |
| جین هاو        | لیدی ورونیکا               | "گربه‌ای میان کبوتران" (۲۰۰۸) |
| پاتریک رایکارت | چارلز آروندل               | "شاهد خاموش" (۱۹۹۶) |
| پاتریک رایکارت | سِـر آنتونی مورگان          | "دوازده‌خان هرکول" (۲۰۱۳) |
| باربارا بارنز  | خانم لستر                  | "معدن گم‌شده" (۱۹۹۰) |
| باربارا بارنز  | لوئیز لیدنر                | "قتل در بین‌النهرین" (۲۰۰۲) |
| تیم اِسترن      | باربر و مستخدم هتل         | "سرقت جواهرات در گراند متروپولیتن" (۱۹۹۳) |
| تیم اِسترن      | اَلف رِنی                    | "دختر سوم" (۲۰۰۸) |
| جافری بیورز    | آقای تالیور                | "مشکلی بر روی دریا" (۱۹۸۹) |
| جافری بیورز    | سیدان                      | "سرو غمگین" (۲۰۰۳) |
| کاترین راسل    | کاترینا رایگر              | "باغ‌تان چگونه می‌روید؟" (۱۹۹۱) |
| کاترین راسل    | پاملا هورفال               | "مرگ خانم مک‌گینتی" (۲۰۰۸) |

## بازخورد

### نقدها و نظرها
نوهٔ آگاتا کریستی «متیو پریچارد» گفت: «به‌شخصه، خیلی افسوس می‌خورم که او [آگاتا کریستی] هرگز دیوید سوشی را ندید. تصور می‌کنم دیوید به‌لحاظ بصری بسیار متقاعدکننده است و شاید او توانسته‌است آنگونه که باید، التهاب و آزاری را که یک فرد کمال‌گرا به اطرافیان وارد می‌کند، به بیننده منتقل کند!»
در سال ۲۰۰۸، برخی منتقدان گفتند که این سریال دارد «از مسیر قدیمی خود» خارج می‌شود، گرچه این موضوع منفی نیست. سریال را بابت نویسندگان جدیدش، تولید فاخر و پر زرق و برق‌ و همچنین تأکید بیشتر بر جنبه‌های روانشناختیِ حزن‌آور و تاریکِ رمان‌ها ستایش کردند. به‌‌ویژه، اقتباس پنج خوک کوچک (با نویسندگی توسط کوین الیوت) بابت بیرون کشیدن درون‌مایهٔ همجنس گرایانه رمان مورد توجه قرار گرفت. فصل‌های ۱ تا ۳ سریال مابین سال‌های ۱۹۸۹ تا ۱۹۹۱ میلادی، ۲۰ نامزدی بفتا دریافت نمودند.

### جوایز
| جایزه                                     | تاریخ | شاخه                                            | نامزدها                                           | نتیجهٔ نهایی |
| ----------------------------------------- | ----- | ----------------------------------------------- | ------------------------------------------------- | ----------- |
| بفتای تلویزیونی ۱۹۹۰                      | ۱۹۹۰  | بهترین موسیقی غیراقتباسی تلویزیون               | کریستوفر گانینگ                                   | برنده       |
| جایزهٔ بفتای بهترین تولیدات تلویزیونی ۱۹۹۰ | ۱۹۹۰  | بهترین طراحی لباس                               | لیندا متاک (فصل ۱، قسمت‌های ۲، ۴، ۷، ۸، ۱۰)        | برنده       |
| جایزهٔ بفتای بهترین تولیدات تلویزیونی ۱۹۹۰ | ۱۹۹۰  | بهترین طراحی لباس                               | سو تامسون (فصل ۱، قسمت‌های ۱، ۳، ۵ و ۶، ۹)         | نامزدشده    |
| جایزهٔ بفتای بهترین تولیدات تلویزیونی ۱۹۹۰ | ۱۹۹۰  | بهترین چهره‌پردازی                               | هیلاری مارتین، کریستین کانت و رزان ساموئل         | برنده       |
| جایزهٔ بفتای بهترین تولیدات تلویزیونی ۱۹۹۰ | ۱۹۹۰  | بهترین طراحی صحنه                               | راب هریس (فصل ۱, قسمت‌های ۱ و ۲، ۵، ۸، ۱۰)         | نامزدشده    |
| جایزهٔ بفتای بهترین تولیدات تلویزیونی ۱۹۹۰ | ۱۹۹۰  | بهترین نگاره‌سازی                                | پت گوین                                           | برنده       |
| بفتای تلویزیونی ۱۹۹۱                      | ۱۹۹۱  | بهترین بازیگر مرد                               | دیوید سوشی                                        | نامزدشده    |
| بفتای تلویزیونی ۱۹۹۱                      | ۱۹۹۱  | بهترین نمایش یا سریال تلویزیونی درام            | برایان ایستمن                                     | نامزدشده    |
| جایزهٔ بفتای بهترین تولیدات تلویزیونی ۱۹۹۱ | ۱۹۹۱  | بهترین طراحی لباس                               | لیندا متاک و شارون لوئیس                          | نامزدشده    |
| جایزهٔ بفتای بهترین تولیدات تلویزیونی ۱۹۹۱ | ۱۹۹۱  | بهترین صداگذاری فیلم                            | کن وستون، روپرت اسکریونر و تیم‌ صداگذاری‌شان        | نامزدشده    |
| جایزهٔ انجمن سلطنتی تلویزیون ۱۹۹۱          | ۱۹۹۱  | بهترین تدوین فیلم یا ویدئو – درام               | دِرک بین                                           | نامزدشده    |
| بفتای تلویزیونی ۱۹۹۲                      | ۱۹۹۲  | بهترین موسیقی غیراقتباسی تلویزیونی              | کریستوفر گانینگ                                   | نامزدشده    |
| بفتای تلویزیونی ۱۹۹۲                      | ۱۹۹۲  | بفتای بهترین درام تلویزیونی                     | برایان ایستمن                                     | نامزدشده    |
| جایزهٔ بفتای بهترین تولیدات تلویزیونی ۱۹۹۲ | ۱۹۹۲  | بهترین طراحی لباس                               | رابین فریزر-پین (فصل ۳، قسمت‌های ۱، ۴ و ۵، ۹ و ۱۰) | نامزدشده    |
| جایزهٔ بفتای بهترین تولیدات تلویزیونی ۱۹۹۲ | ۱۹۹۲  | بهترین طراحی لباس                               | الیزابت والر (فصل ۳، قسمت‌های ۲ و ۳، ۶ و ۸)        | نامزدشده    |
| جایزهٔ بفتای بهترین تولیدات تلویزیونی ۱۹۹۲ | ۱۹۹۲  | بهترین چهره‌‌پردازی                               | جنیس گُلد (فصل ۳، قسمت ۲ و ۳، ۶ تا ۸)              | نامزدشده    |
| جایزه ادگار (۱۹۹۲)                        | ۱۹۹۲  | بهترین قسمت یک سریال تلویزیونی                  | "معدن گم‌شده"                                      | برنده       |
| پانزدهمین دورهٔ جوایز ستلایت (۲۰۱۰)        | ۲۰۱۰  | بهترین بازیگر مرد در مینی‌سریال یا فیلم تلویزیون | دیوید سوشی                                        | نامزدشده    |
| جواز پی‌جی‌آی (۲۰۱۰)                        | ۲۰۱۱  | تهیه‌کننده برجسته یک تولید بلندمدت تلویزیونی     | "قتل در قطار سریع‌السیر شرق"                       | نامزدشده    |
| شصت و هفتمین جوایز امی ساعات پربیننده     | ۲۰۱۵  | بهترین فیلم تلویزیونی                           | "پرده: آخرین پرونده پوآرو"                        | نامزدشده    |

## رسانه‌های خانگی
در بریتانیا، حق انحصاری رسانه‌های خانگی این سریال در اختیار بخش «سرگرمی‌های خانگی آی‌تی‌وی استودیو» است.
در منطقهٔ ۱، «اِیکورن میدیا» حق پخش فصل‌های ۱ تا ۶ و ۱۱ و ۱۲ را داراست. فصل‌های ۷ تا ۱۰ توسط شبکه ای‌اندئی ارائه می‌شود که خود یکی از تهیه‌کنندگان برخی قسمت‌های آن بوده‌است. در آمریکای شمالی، قسمت‌های ۱ تا ۱۱ از طریق خدمات پخش فوری نتفلیکس و آمازون پرایم در دسترس است. در منطقهٔ ۴، «اِیکورن میدیا» انتشار دی‌وی‌دی کامل این مجموعهٔ تلویزیونی را از طریق شرکت پخش «ریل دی‌وی‌دی» در استرالیا آغاز نموده و تا به امروز ۸ فصل آن را منتشر کرده‌اند. فصل‌های ۱ تا ۹ و ۱۲ در اسپانیا (منطقهٔ ۲) بر روی دیسک بلوری و با صدای انگلیسی و اسپانیایی در دسترس است. شرکت «داچ فیلم‌ورکز» نخستین شرکتی است که فصل ۱۲ را در سال ۲۰۱۰ منتشر کرد.
در آغاز سال ۲۰۱۱ میلادی، اِیکورن پخش این مجموعه را بر روی دیسک بلوری آغاز کرد. تا تاریخ ۴ نوامبر ۲۰۱۴، این شرکت تمامی فصل‌های این سریال را از ۱ تا ۱۳ بر روی دی‌وی‌دی و بلورِی منتشر کرده‌است. شرکت ای‌اندئی فصل‌های ۷ تا ۱۰ را همزمان با پخش نسخهٔ کامل سریال از تلویزیون در آمریکای شمالی منتشر کرد که حاوی سکانس‌های حذف‌شده از نسخهٔ اصلی پخش شده در انگلستان بود.
| عنوان                     | فصل‌ها   | تعداد دی‌وی‌دی‌ها | تعداد دیسک‌های بلورِی | تاریخ انتشار   | شمارهٔ قسمت. | شمارهٔ منطقه | انتشار توسط                   |
| ------------------------- | ------- | -------------- | ------------------- | -------------- | ----------- | ----------- | ----------------------------- |
| مجموعهٔ کامل               | ۱ تا ۱۱ | ۲۸             | در دسترس نیست       | ۳۰ مارس ۲۰۰۹   | ۱ تا۶۱      | ۲           | آی‌تی‌وی استودیو                |
| مجموعهٔ کامل               | ۱ تا ۱۲ | ۳۲             | در دسترس نیست       | ۱۵ اوت ۲۰۱۱    | ۱ تا ۶۵     | ۲           | آی‌تی‌وی استودیو                |
| مجموعه قطعی و بی‌نقص       | ۱ تا ۱۳ | ۳۵             | در دسترس نیست       | ۱۸ نوامبر ۲۰۱۳ | ۱ تا ۷۰     | ۲           | آی‌تی‌وی استودیو                |
| مجموعه پرونده‌های اولیه    | ۱ تا ۶  | ۱۸             | ۱۳                  | ۲۳ اکتبر ۲۰۱۲  | ۱ تا ۴۵     | ۱           | اِیکورن میدیا                  |
| مجموعه قطعی و بی‌نقص       | ۷ تا ۱۰ | ۱۲             | در دسترس نیست       | ۲۵ ژانویه ۲۰۱۱ | ۴۶ تا ۵۷    | ۱           | ویدئوی خانگی شبکه ای‌اندئی     |
| مجموعه فیلم‌ها – بستهٔ ۴    | ۱۱      | ۳              | در دسترس نیست       | ۷ ژوئیه ۲۰۰۹   | ۵۸ و ۵۹     | ۱           | اِیکورن میدیا                  |
| مجموعه فیلم‌ها – بستهٔ ۵    | ۱۱ و ۱۲ | ۳              | در دسترس نیست       | ۲۷ ژوئیه ۲۰۱۰  | ۶۰، ۶۱ و ۶۴ | ۱           | اِیکورن میدیا                  |
| قتل در قطار سریع‌السیر شرق | ۱۲      | در دسترس نیست  | ۱                   | ۲۶ اکتبر ۲۰۱۰  | ۶۴          | ۱           | اِیکورن میدیا                  |
| مجموعه فیلم‌ها – بستهٔ ۶    | ۱۲      | ۳              | ۳                   | ۱۲ ژوئیه ۲۰۱۱  | ۶۲، ۶۳ و ۶۵ | ۱           | اِیکورن میدیا                  |
| مجموعه پرونده‌های آخر      | ۷ تا ۱۳ | ۱۳             | ۱۳                  | ۴ نوامبر ۲۰۱۴  | ۴۶ تا ۷۰    | A           | آی‌تی‌وی استودیو و اِیکورن میدیا |
| مجموعه کامل پرونده‌ها      | ۱ تا ۱۳ | ۳۳             | ۲۸                  | ۴ نوامبر ۲۰۱۴  | ۱ تا۷۰      | ۱           | آی‌تی‌وی استودیو و اِیکورن میدیا |

## پوآرو بودن

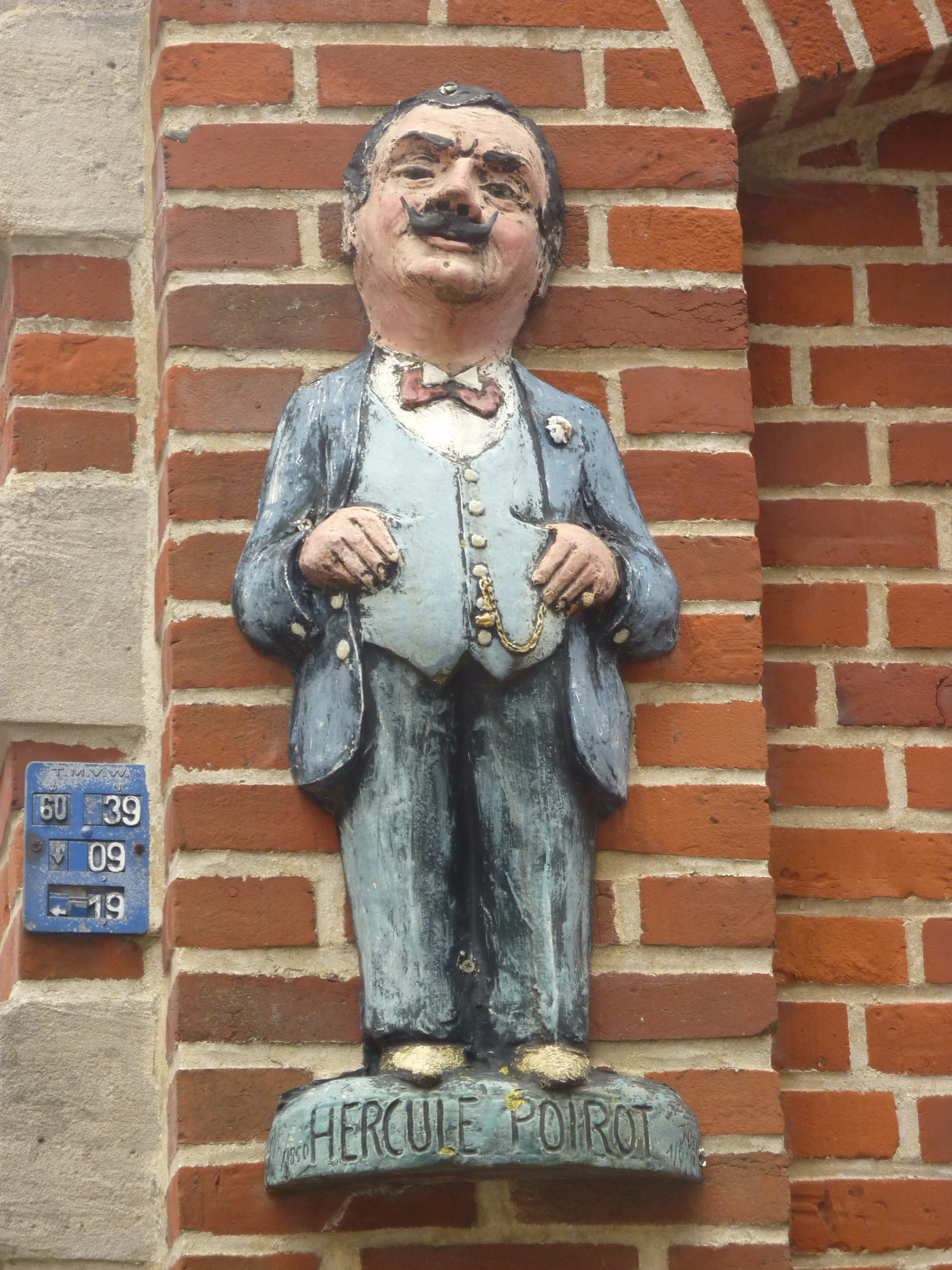
تندیس کوچکی از هرکول پوآرو در شهر الزل در بلژیک

پوآرو بودن یک فیلم مستند ۵۰ دقیقه‌ای و از محصولات آی‌تی‌وی که در سال ۲۰۱۳ منتشر شد و در آن دیوید سوشی تلاش می‌کند جذابیت‌های مرموز هرکول پوآرو و چگونگی به‌تصویر کشیدن وی را بازگو کند. این فیلم مستند در بریتانیا در همان شبی پخش شد که آخرین قسمت سریال با عنوانِ «پرده: آخرین پرونده پوآرو» به روی آنتن رفته بود.
در این فیلم، سوشی به عمارت گرین‌وی می‌رود که اقامتگاه تابستانی آگاتا کریستی بود، و طی آن به یادآوری نخستین روزی می‌پردازد که به این مکان آمد تا رضایت دختر آگاتا کریستی «رزالیند هیکس» و همسرش «آنتونی هیکس» را برای ایفای نقش هرکول پوآرو کسب کند. در اینجا او دیداری با نوهٔ کریستی «متیو پریچارد» نیز دارد که بیان می‌کند مادربزرگش چگونه شخصیت پوآرو را که در میان پناهجویان بلژیکی در تورکی دیده بود، خلق نمود. سپس دیداری از موزهٔ دائمی پوآرو در تورکی صورت می‌پذیرد و عصایی را که در فیلم استفاده می‌کرد به آن موزه هدیه می‌کند.
در بخش دیگری از مستند، سوشی به قدردانی از نخستین بازیگران این شخصیت در تئاتر و تلویزیون همچون چارلز لاتن می‌پردازد که در سال ۱۹۲۸ میلادی، در نمایش «عذر موجه» (برپایهٔ رمان قتل راجر آکروید) در لندن بازی کرده بود. یک فیلم به همین نام و با بازی آستین تِـرِور در سال ۱۹۳۱ ساخته شد که اینک یک فیلم گمشده محسوب می‌شود. قدیمی‌ترین فیلمی که از پوآرو موجود است، اقتباس سینمایی لرد اجور می‌میرد است که با بازی آستین تِـرِور ساخته شد. سوشی خاطرنشان می‌کند که شرکت تهیه‌کنندهٔ آن فیلم، آگاهانه تصمیم گرفت که شخصیت پوآرو را بدون سبیل به تصویر بکشد. در این مستند همچنین بخش‌هایی از فیلم‌هایی را که با حضور آلبرت فینی و پیتر یوستینف ساخته شده بود، به‌نمایش درآمد. سوشی فاش می‌سازد که تمامی کتاب‌ها آگاتا کریستی را دربارهٔ پوآرو خوانده و ۹۳ نکته دربارهٔ شخصیت وی را یادداشت کرد تا در بازی خود از آنها استفاده کند. توضیحات موجود در کتاب‌های کریستی به او کمک کرد تا صدا و لحن پوآرو و همچنین نحوهٔ گام‌برداشتن سریع و ریز وی را بازسازی کند.
دیوید سوشی سپس به فلورین کورت می‌رود که خانه و دفتر کار هرکول پوآرو در سریال بود. در آنجا وی با نخستین تهیه‌کنندهٔ سریال برایان ایستمن ملاقات می‌کند و با وی دربارهٔ نحوهٔ طراحی صحنه در اتاق‌های آپارتمان و تصمیم ایستمن مبنی بر بازسازی طبقات در سال ۱۹۳۶ گفتگو می‌کند. سوشی همچنین به دیدار کریستوفر گانینگ می‌رود که چهار موسیقی متن برای ایستمن ساخته بود و خودش، اولی را بیشتر دوست داشت اما ایستمن چهارمی را برای سریال انتخاب نمود.
دیوید سوشی سپس به بروکسل می‌رود و در آنجا به ملاقات رئیس پلیس و شهردار این شهر دعوت می‌شود. از آنجا به شهر الزل می‌رود که محلی‌ها مدعی‌اند محل تولد پوآرو بوده‌است و یکی از مسئولان یک موزه، گواهینامهٔ ولادتی جهت اثبات این مدعا به دیوید سوشی نشان می‌دهد. در این شناسنامه، تاریخ تولد پوآرو را ۱ آوریل (دروغ اول آوریل) نوشته‌اند و هیچ سال تولدی در آن معین نشده‌است. سرانجام، سوشی سوار بر قطار اورینت اکسپرس می‌شود و نحوهٔ ساخت حماقت مرد مرده را در خانهٔ تابستانی گرین‌وی و در اوج احساس‌برانگیز و پایانی این مستند، یادآور می‌شود.
این مستند با نام «پوآرو از نزدیک» با دوبله و زیرنویس فارسی از شبکهٔ من و تو پخش شد.

## رمان‌ها و داستان‌هایی که در سریال تلویریونی به‌کار نرفت
دیوید سوشی خوشحال بود که بازی در تمامی قسمت‌های پوآرو را به پایان رساند که البته با اندکی تأخیر نسبت به آنچه خود در نظر داشت، یعنی پیش از جشن تولد ۶۵ سالگی‌اش، به سرانجام رسید.
رمان‌ها و داستان‌های کوتاه قدیمی برنامه‌های زیردریایی، راز بازارچهٔ بیسینگ، ماجرای کریسمس، اسرار صندوقچهٔ بغدادی، گُنگ ثانی، حادثهٔ توپ سگ و هرکول پوآرو و گرین‌شور فولی به همان شکل فیلم‌برداری و ساخته نشد، چرا که آگاتا کریستی خودش بعدها، این داستان‌های کوتاه را گسترش داد و آنها را به صورت رمان‌های بلندتری بازنویسی کرد (به ترتیب با نام‌های: سرقت بی‌نظیر، قتل در مجتمع مسکونی، ماجرای پودینگ کریسمس، راز صندوق اسپانیایی، آینهٔ مرد مرده، شاهد خاموش و حماقت مرد مرده) که این رمان‌ها همگی، در اقتباس تلویزیونی پوآرو به‌کار رفت.
برخلاف سایر مجموعه‌های داستانی پوآرو که اقتباس‌های ۱ ساعته داشتند، مجموعهٔ دوازده‌خان هرکول (که مشتمل بر ۱۲ داستان کوتاهِ مرتبط به‌هم بود) به یک فیلم ۲ ساعته مبدل شد. داستان پایانی این مجموعه، به‌شدت به برخی از داستان‌های دیگر آن وابسته بود، چون هر یک از این داستان‌های دیگر، فقط بخشی از جزئیات لازم را برای درک معما ارائه می‌کردند. داستان «به‌دام‌اندازی سربروس» تا سال ۲۰۰۹ منتشر نشده بود و در نتیجه، هرگز ساخته نشد. داستان کوتاه «ارثیهٔ لمژریر» نیز ساخته نشد و تنها در یکی از فیلم‌های پوآرو از نام خانوادگی «لمژریر» برای یکی از شخصیت‌ها استفاده شد که اشاره‌ای به این داستان کوتاه آگاتا کریستی بود.
یک داستان کوتاه دیگر «اسرار رگاتا» نیز در این مجموعه به کار نرفت، چرا که آن را یکی از آثار اصیل پوآرو نمی‌دانستند. این داستان که نخستین بار در ژوئن ۱۹۳۶ میلادی در شمارهٔ ۵۴۶ مجله استرند و تحت عنوان «پوآرو و اسرار رگاتا» منتشر شد، بعدها توسط آگاتا کریستی بازنگری و بازنویسی شد و در آن، کارآگاه پلیس از «پوآرو» به «پارکر پاین» تغییر کرد و بعدها در قالب کتابی تحت عنوان «اسرار رگاتا و سایر داستان‌ها» در سال ۱۹۳۹ در ایالات متحده آمریکا منتشر شد. گرچه این داستان امروزه با نامِ پارکر پین عجین شده‌است، اما در در سال ۲۰۰۸، در مجموعه کتاب‌های «هرکول پوآرو: داستان‌های کوتاه کامل»  گنجانده شد و برای نخستین بار از زمان انتشار نسخهٔ اصلی آن در مجله استرند، این داستان را به‌صورت علنی با هرکول پوآرو مرتبط ساخت.
جدای از داستان «پوآرو و اسرار رگاتا» یکی دیگر از داستان‌های اصیل پوآرو که هرگز و به هیچ نحوی در سریال تلویزیونی پوآرو استفاده نشد، نمایشنامهٔ «قهوهٔ سیاه» (۱۹۳۰) بود. با آنکه این داستان در سال ۱۹۹۸ در یک رمان و با مجوز «بنیاد دارایی‌های کریستی» اقتباس گردید، اما پیش از آن، به صورت یک رمان یا کتاب در دسترس نبود. دیوید سوشی این کتاب را در «مجمع تئاتر آگاتا کریستی» برای حضار به‌طور زنده روخوانی نمود، و بنابراین احساس کرد که دِین خود را نسبت به تمامی آثار اصیل مرتبط به هرکول پوآرو ادا نموده و همه آنها اجرا کرده‌است.